# Феодосійський музей старожитностей
Феодосійський музей старожитностей (колишня назва Феодосійський краєзнавчий музей) — краєзнавчий музей у місті Феодосія (Крим, Україна).
Розташований за адресою проспект Айвазовського, 11 (колишній проспект Леніна).

## Історія і будівлі музею
Феодосійський музей старожитностей (старовини) є одним із найстаріших музейних закладів на території Європи. Він був відкритий 13 травня 1811 року завдяки зусиллям міського управителя С. М. Броневського.
Основу музейного зібрання склала колекція старожитностей феодосійського купця Джеварджи, придбана за 1000 рублів за рішенням міської думи. Однак, перша будівля музею скоріше являла сховище старожитностей, ніж власне музей. Поступово колекція збільшувалась завдяки новим придбанням і подарункам закладу, результатам археологічних розкопок і досліджень тощо.
Музей розташовувався на території кримської мечеті у само́му центрі міста, але наприкінці 1860-х років влада Таврійської губернії передала будівлю феодосійській лютеранській громаді. У 1871 році музейне зібрання було перенесено до іншого приміщення, спеціально збудованого коштом славетного городянина художника Івана Айвазовського.
У середині 1920-х років музей розмістився у колишньому будинку великого художника-мариніста, де знаходився до 1988 року.
Пізніше музею виділили інше приміщення (до 1917 року готель «Генуезький», відомий під назвою Будинок Лагоріо, у радянський час — пологовий будинок), пам'ятка архітектури кін. XIX — початок XX століть.

### Назва музею
Назва музею змінювалась кілька разів. У 1920-х роках Феодосійський музей старожитностей став Феодосійським археологічним музеєм. У 1940-х отримав статус краєзнавчого. 30 липня 2010 року рішенням Феодосійської міської ради музею було повернуто його історичну назву — «Феодосійський музей старожитностей».

## Фонди та сучасний стан
Фондах Феодосійського музею старожитностей нараховують понад 70 тисяч одиниць експонатів.
У восьми залах музею зберігаються не тільки пам'ятки археології, але й чимало етнографічних і документальних матеріалів і свідоцтв, колекції старовинних видових листівок, мінералів, скам'янілостей, гербарій.
Унікальні діорами зали природи дають уявлення про природні ландшафти та багатства Південно-Східного Криму.
Частину багатої колекції давніх кам'яних плит розміщено просто неба на оригінальному лапідарному подвір'ї закладу, долівку якого вкривають середньовічні плити та фрагменти міської бруківки XIX — 1-ї половини XX століть.
За ініціативою колишнього мера Феодосії В. О. Шайдерова постає питання про відновлення окремого Феодосійського музею старожитностей (старовини). У теперішній час (від середини 2000-х) провадиться дослідницька робота над проєктом, на який виділено пів гектара землі, з метою втілення проєкту в життя міська влада відкрила банківський рахунок для збирання коштів.